# Lotte Scheimpflug
Lotte Scheimpflug z domu Embacher (ur. 15 czerwca 1908 w Innsbrucku, zm. w 1997) – austriacka saneczkarka reprezentująca również Włochy, mistrzyni Europy.
Na mistrzostwach Europy wywalczyła trzy medale. W 1929, na imprezie rozgrywanej w austriackim Semmering, została najlepszą zawodniczką kontynentu. Do drugiej wojnie światowej, startując w barwach Włoch, dwukrotnie, w latach 1954 oraz 1956, stanęła na najniższym stopniu podium.